# Minna Wündrich
Minna Wündrich (* 1983 in Bremen) ist eine deutsche Schauspielerin und Hörspielsprecherin.

## Leben und Karriere
Minna Wündrich absolvierte von 2003 bis 2007 ein Schauspielstudium an der Hochschule für Musik und Theater „Felix Mendelssohn Bartholdy“ in Leipzig. Als Theaterschauspielerin stand sie in mehreren Stücken des Staatsschauspiels Dresden auf der Bühne. Dort erhielt sie 2006, noch vor ihrem Studienabschluss, ein festes Engagement. Zwei Jahre später wechselte Wündrich ans Schauspiel Stuttgart. In dieser Zeit wurde sie für ihre dortige Arbeit von der Fachzeitschrift Theater heute als Beste Nachwuchsschauspielerin (2012) sowie als Beste Schauspielerin (2013) nominiert. Nach diesen Erfolgen schloss sie sich im Jahr 2013 dem Schauspielhaus Bochum an. Drei Jahre später wurde sie Ensemblemitglied des Düsseldorfer Schauspielhauses (2016), für das Wündrich seitdem tätig ist. Parallel entwickelte sie eigene Performances und kooperierte mit bildenden Künstlern (unter anderem performing/arts, 2019/20).
Neben ihrer Theaterarbeit gab Wündrich noch als Schauspielstudentin ihr Kinodebüt mit einem kleinen Part in der Liebeskomödie Kleinruppin forever (2004) von Carsten Fiebeler. Erst ab den 2020er-Jahren begann sie wieder in Filmrollen in Erscheinung zu treten und übernahm Angebote für Fernsehproduktionen. Im Jahr 2024 war sie in ihrer ersten Kinohauptrolle in Ivo von Eva Trobisch zu sehen. Das preisgekrönte Drama mit Pia Hierzegger und Lukas Turtur in weiteren Rollen wurde in die Sektion Encounters der 74. Berlinale aufgenommen.
Minna Wündrich lebt in Düsseldorf.

## Rollen am Schauspielhaus Düsseldorf (Auswahl)
- 2023: Die Priesterin des Unkomplizierten in Bonn Parks Keine Sorge (Religion)

## Filmografie (Auswahl)
- 2004: Kleinruppin forever
- 2020: Contra
- 2022: Ein Sommer auf Langeoog (Fernsehfilm)
- 2023: Freiheit ist das Einzigste, was zählt (Fernsehserie)
- 2024: Ivo
- 2025: Hysteria

## Hörspiele (Auswahl)
- 1992: Astrid Lindgren: Madita (7 Teile) (Madita) – Bearbeitung und Regie: Christian Gebert (Hörspielbearbeitung, Kinderhörspiel – RB/MDR/RIAS Berlin/SDR)
- 1993: Herbert Friedmann: Das Weihnachtskind (Pauline) – Regie: Till Bergen (Original-Hörspiel, Kinderhörspiel, Kurzhörspiel – RB)
- 1994: Karl-Heinz Bölling: Der Panzer, die Oma und das Riesenschaf (Vera) – Regie: Christiane Ohaus (Originalhörspiel – RB)
- 1994: Alexander Adolph: Billy, der Bär (Kind) – Regie: Hans Gerd Krogmann (Originalhörspiel – RB)
- 1997: Angela Gerrits: Geschichten aus der Bremer Neustadt: Kastendiek & Bischoff (287. Folge: Heinos kleine Welt) (Jasmin) – Regie: Christiane Ohaus (Originalhörspiel, Kurzhörspiel – RB)
- 2011: Margarete Groschupf: Olga (Olga) – Regie: Maria Ohmer (Originalhörspiel – SWR)
- 2012: Maurice Leblanc: Arsène Lupin gegen Herlock Sholmès – Das Duell der Meister (2 Teile) (Clotilde Destange) – Regie: Stefan Hilsbecher (Hörspielbearbeitung, Kriminalhörspiel – SWR)
- 2023: Nikolas Darnstädt: Revolutionsstück – Regie: Nikolas Darnstädt (Originalhörspiel – Deutschlandradio)

Quelle: ARD-Hörspieldatenbank